# JEF United Ichihara Chiba
Il JEF United Ichihara Chiba (ジェフユナイテッド市原・千葉?, Jefu Yunaiteddo Ichihara Chiba) è una società calcistica giapponese con sede a Ichihara, nella prefettura di Chiba. Attualmente milita nella J2 League
Fondata nel 1946 come sezione calcistica del circolo sportivo della Furukawa Electric con sede a Yokohama, dal 1965 al 2009 ha preso parte a tutte le edizioni della massima divisione nazionale, rientrando tra i team fondatori della Japan Soccer League, in cui ha militato ininterrottamente fino al 1992 (vincendo, nel 1976 e nel 1985-86, i suoi due titoli nazionali), e della J. League. 
È stata inoltre la prima squadra giapponese a vincere, nella stagione 1986-87, un titolo continentale riservato alle squadre di club.

## Storia
In origine il club era noto come Furukawa Electric Soccer Club (古河電気工業サッカー部?), fondato nel 1946 come squadra dell'omonima compagnia elettrica. Come Furukawa Electric Soccer Club, vinse due Japan Soccer League, quattro Coppe dell'Imperatore, tre JSL League Cup e l'Asia Club Championship nella stagione 1986/87.
Nel 1993, con l'avvio della J League, il nome del club fu modificato in JEF United Ichihara. Faro della squadra era il centrocampista tedesco Pierre Littbarski. Sul finire degli anni Novanta, il JEF stagnava costantemente nei bassifondi della classifica, ma nel 2003, con l'arrivo di Ivica Osim in panchina, ci fu un'inversione di marcia e la squadra ottenne un secondo, un terzo e due quarti posti. Il 1º febbraio 2005, il club variò denominazione nell'attuale JEF United Ichihara Chiba.
Il 16 luglio 2006, Osim lasciò il JEF per assumere la guida tecnica del Giappone, cedendo la panchina del club a suo figlio, Amar Osim. Questi guidò la squadra fino al termine dell'annata successiva, conclusasi con un deludente 13º posto.
Al termine della stagione 2009, per la prima volta nella sua storia, il JEF fu retrocesso in J League Division 2, chiudendo il campionato di massima serie all'ultimo posto in classifica.

## Colori e simboli[1]

### Simboli ufficiali

#### Lo stemma
Fino al 1992, il simbolo ufficiale della squadra era costituito da una zebra rampante, spesso inclusa in un cerchio bianco. In seguito fu adottato come simbolo, all'interno di uno scudo di colore rosso, giallo e verde, un cane Akita Inu stilizzato. Nel 2005 il logo subì una modifica: fu eliminata la scritta JR East Furukawa Football Club che circondava il cane e lo scudo fu bordato di verde.

### La mascotte
Le mascotte del JEF United sono due cani di razza Akita Inu antropomorfi, chiamati Jeffy (indossante la maglia numero 2) e Unity (più giovane e indossante la maglia numero 9). A loro si è aggiunto un terzo akita, Mina, che indossa la maglia numero 12.

### Divise storiche
| Esordio in campionato (1965) | Primo titolo nazionale (1976) | Titolo continentale (1986) | Passaggio al professionismo (1993) |  |

## Strutture
Lo storico stadio del JEF era l'Ichihara Seaside Stadium, ma dal 2005 il club gioca nel Fukuda Denshi Arena di Chiba. Nel 2009 è stato inaugurato, nei pressi dello stadio, lo United Park, moderno campo di allenamento del club.

## Società

### Sponsor
Cronologia degli sponsor tecnici
- 1980-1996: Asics
- 1993-2006: Mizuno (dal 1993 al 1996 solo per gli incontri di J. League)
- 2007-2021: Kappa
- 2022-2024: Hummel

Cronologia degli sponsor ufficiali
Parte anteriore
- 1992-1996: SEGA
- 1998-2000: JR East
- 2001: Furukawa Electric
- 2002-2006: Autowave
- 2007: Fuji Electric

Manica
- 1992-1994: Pentel
- 1995: Byu
- 1996-1997: 0088
- 1998-1999: Furukawa Electric
- 2000: J-Phone
- 2002: Furukawa Electric
- 2003-2004: JR East
- 2005: Furukawa Electric
- 2007: Kimitsu Jutaku

Schiena
- 1993-1997: JR East Furukawa
- 1998-2000: Furukawa Electric
- 2001-2002: JR East
- 2003-2004: Furukawa Electric
- 2005: JR East
- 2006-2007: Sammy
- 2009: Suica

Calzoncini
- 2006: QB Net
- 2008: Sammy
- 2009: Perie

## Allenatori[4]
| N. |                     | Ruolo | Calciatore                |
| -- | ------------------- | ----- | ------------------------- |
| 1  | Giappone (bandiera) | P     | Kazuki Fujita             |
| 2  | Giappone (bandiera) | C     | Issei Takahashi           |
| 3  | Giappone (bandiera) | D     | Kōhei Yamakoshi           |
| 4  | Giappone (bandiera) | C     | Taishi Taguchi            |
| 5  | Giappone (bandiera) | C     | Yūsuke Kobayashi          |
| 7  | Giappone (bandiera) | A     | Kazuki Tanaka             |
| 8  | Giappone (bandiera) | C     | Kōya Kazama               |
| 9  | Giappone (bandiera) | A     | Hiroto Goya               |
| 10 | Giappone (bandiera) | A     | Hiiro Komori              |
| 11 | Giappone (bandiera) | D     | Kōki Yonekura             |
| 13 | Giappone (bandiera) | D     | Daisuke Suzuki (capitano) |
| 14 | Giappone (bandiera) | A     | Naoki Tsubaki             |
| 16 | Giappone (bandiera) | C     | Akiyuki Yokoyama          |
| 17 | Giappone (bandiera) | A     | Masamichi Hayashi         |
| 18 | Giappone (bandiera) | A     | Naohiro Sugiyama          |
| 19 | Giappone (bandiera) | D     | Shūto Okaniwa             |
| 20 | Giappone (bandiera) | A     | Toshiyuki Takagi          |
| 21 | Giappone (bandiera) | P     | Tōru Takagiwa             |

| N. |                     | Ruolo | Calciatore       |
| -- | ------------------- | ----- | ---------------- |
| 22 | Giappone (bandiera) | D     | Shōgo Sasaki     |
| 23 | Giappone (bandiera) | P     | Ryōta Suzuki     |
| 24 | Giappone (bandiera) | D     | Shuntarō Yaguchi |
| 27 | Giappone (bandiera) | C     | Takuro Iwai      |
| 29 | Giappone (bandiera) | A     | Taichi Sakuma    |
| 31 | Giappone (bandiera) | P     | Yūya Aoshima     |
| 33 | Brasile (bandiera)  | C     | Dudu Pacheco     |
| 36 | Giappone (bandiera) | D     | Riku Matsuda     |
| 37 | Giappone (bandiera) | C     | Yūma Igari       |
| 39 | Giappone (bandiera) | A     | Ryūta Shimmyō    |
| 40 | Brasile (bandiera)  | D     | Mendes           |
| 44 | Giappone (bandiera) | C     | Manato Shinada   |
| 48 | Giappone (bandiera) | D     | Sōshirō Tanida   |
| 52 | Giappone (bandiera) | D     | Ryōta Kuboniwa   |
| 55 | Giappone (bandiera) | D     | Daiki Ogawa      |
| 67 | Giappone (bandiera) | D     | Masaru Hidaka    |
| 77 | Brasile (bandiera)  | A     | Dudu             |

| N. |                     | Ruolo | Calciatore                |
| -- | ------------------- | ----- | ------------------------- |
| 1  | Giappone (bandiera) | P     | Kazuki Fujita             |
| 2  | Giappone (bandiera) | C     | Issei Takahashi           |
| 3  | Giappone (bandiera) | D     | Kōhei Yamakoshi           |
| 4  | Giappone (bandiera) | C     | Taishi Taguchi            |
| 5  | Giappone (bandiera) | C     | Yūsuke Kobayashi          |
| 7  | Giappone (bandiera) | A     | Kazuki Tanaka             |
| 8  | Giappone (bandiera) | C     | Kōya Kazama               |
| 9  | Giappone (bandiera) | A     | Hiroto Goya               |
| 10 | Giappone (bandiera) | A     | Hiiro Komori              |
| 11 | Giappone (bandiera) | D     | Kōki Yonekura             |
| 13 | Giappone (bandiera) | D     | Daisuke Suzuki (capitano) |
| 14 | Giappone (bandiera) | A     | Naoki Tsubaki             |
| 16 | Giappone (bandiera) | C     | Akiyuki Yokoyama          |
| 17 | Giappone (bandiera) | A     | Masamichi Hayashi         |
| 18 | Giappone (bandiera) | A     | Naohiro Sugiyama          |
| 19 | Giappone (bandiera) | D     | Shūto Okaniwa             |
| 20 | Giappone (bandiera) | A     | Toshiyuki Takagi          |
| 21 | Giappone (bandiera) | P     | Tōru Takagiwa             |

| N. |                     | Ruolo | Calciatore       |
| -- | ------------------- | ----- | ---------------- |
| 22 | Giappone (bandiera) | D     | Shōgo Sasaki     |
| 23 | Giappone (bandiera) | P     | Ryōta Suzuki     |
| 24 | Giappone (bandiera) | D     | Shuntarō Yaguchi |
| 27 | Giappone (bandiera) | C     | Takuro Iwai      |
| 29 | Giappone (bandiera) | A     | Taichi Sakuma    |
| 31 | Giappone (bandiera) | P     | Yūya Aoshima     |
| 33 | Brasile (bandiera)  | C     | Dudu Pacheco     |
| 36 | Giappone (bandiera) | D     | Riku Matsuda     |
| 37 | Giappone (bandiera) | C     | Yūma Igari       |
| 39 | Giappone (bandiera) | A     | Ryūta Shimmyō    |
| 40 | Brasile (bandiera)  | D     | Mendes           |
| 44 | Giappone (bandiera) | C     | Manato Shinada   |
| 48 | Giappone (bandiera) | D     | Sōshirō Tanida   |
| 52 | Giappone (bandiera) | D     | Ryōta Kuboniwa   |
| 55 | Giappone (bandiera) | D     | Daiki Ogawa      |
| 67 | Giappone (bandiera) | D     | Masaru Hidaka    |
| 77 | Brasile (bandiera)  | A     | Dudu             |

| J2 League 2025 | J2 League 2025 |
| --- | -------------- |
| Blaublitz Akita · Consadole Sapporo · Ehime · Fujieda MYFC · Imabari · Iwaki · JEF United · Júbilo Iwata · Kataller Toyama · Mito HollyHock · Montedio Yamagata · Oita Trinita · RB Omiya Ardija · Renofa Yamaguchi · Roasso Kumamoto · Sagan Tosu · Tokushima Vortis · V-Varen Nagasaki · Vegalta Sendai · Ventforet Kofu · |                |

| JEF United Ichihara Chiba – Archivio delle stagioni                                                                                                  | JEF United Ichihara Chiba – Archivio delle stagioni |
| --- | --- |
| Furukawa Electric | 1965 · 1966 · 1967 · 1968 · 1969 · 1970 · 1971 · 1972 · 1973 · 1974 · 1975 · 1976 · 1977 · 1978 · 1979 · 1980 · 1981 · 1982 · 1983 · 1984 · 1985-86 · 1986-87 · 1987-88 · 1988-89 · 1989-90 · 1990-91 · 1991-92               |
| JEF United Ichihara Chiba | 1992 · 1993 · 1994 · 1995 · 1996 · 1997 · 1998 · 1999 · 2000 · 2001 · 2002 · 2003 · 2004 · 2005 · 2006 · 2007 · 2008 · 2009 · 2010 · 2011 · 2012 · 2013 · 2014 · 2015 · 2016 · 2017 · 2018 · 2019 · 2020 · 2021 · 2022 · 2023 |
| ↑ Include la stagione disputata come JR-East Furukawa Football Club (1991-1992) ↑ Include le stagioni disputate come JEF United Ichihara (1992-2004) | |

| Club vincitori del Campionato d'Asia e AFC Champions League - Cronologia | Club vincitori del Campionato d'Asia e AFC Champions League - Cronologia | Club vincitori del Campionato d'Asia e AFC Champions League - Cronologia |
| ------------------------------------------------------------------------ | --- | ------------------------------------------------------------------------ |
| Campionato d'Asia per Club                                               | Hapoel Tel Aviv (1967) · 1968 · Maccabi Tel Aviv (1969) · Taj (1970) · Maccabi Tel Aviv (1971) · 1972-1984 · Daewoo Royals (1985-1986) · Furukawa Electric (1986) · Yomiuri (1987) · 1988 · Al-Sadd (1989) · Liaoning (1990) · Esteghlal (1990-1991) · Al-Hilal (1991) · 1992 · PAS Teheran (1993) · Thai Farmers Bank (1994, 1994-1995) · Ilhwa Chunma (1995) · 1996 · Pohang Steelers (1997, 1998) · Júbilo Iwata (1999) · Al-Hilal (2000) · Suwon Bluewings (2001, 2002) |                                                                          |
| AFC Champions League                                                     | Al-Ain (2003) · Al-Ittihad (2004, 2005) · Jeonbuk Hyundai (2006) · Urawa Reds (2007) · Gamba Osaka (2008) · Pohang Steelers (2009) · S. Ilhwa Chunma (2010) · Al-Sadd (2011) · Ulsan HD (2012) · Guangzhou E. (2013) · Western Sydney (2014) · Guangzhou E. (2015) · Jeonbuk Hyundai (2016) · Urawa Reds (2017) · Kashima Antlers (2018) · Al-Hilal (2019) · Ulsan HD (2020) · Al-Hilal (2021) · Urawa Reds (2022) · Al-Ain (2024)                                          |                                                                          |

| Squadre di calcio campioni del Giappone - Cronologia | Squadre di calcio campioni del Giappone - Cronologia |
| ---------------------------------------------------- | --- |
| Japan Soccer League                                  | Toyo Kogyo (1965, 1966, 1967, 1968) · Mitsubishi HI (1969) · Toyo Kogyo (1970) · Yanmar Diesel (1971) |
| Japan Soccer League Division 1                       | Hitachi (1972) · Mitsubishi HI (1973) · Yanmar Diesel (1974, 1975) · Furukawa Electric (1976) · Fujita Kogyo (1977) · Mitsubishi HI (1978) · Fujita Kogyo (1979) · Yanmar Diesel (1980) · Fujita Kogyo (1981) · Mitsubishi HI (1982) · Yomiuri (1983, 1984) · Furukawa Electric (1985-86) · Yomiuri (1986-87) · Yamaha Motors (1987-88) · Nissan Motors (1988-89, 1989-90) · Yomiuri (1990-91, 1991-92) |
| J. League                                            | Verdy Kawasaki (1993, 1994) · Yokohama Marinos (1995) · Kashima Antlers (1996) · Júbilo Iwata (1997) · Kashima Antlers (1998) |
| J. League Division 1                                 | Júbilo Iwata (1999) · Kashima Antlers (2000, 2001) · Júbilo Iwata (2002) · Yokohama F·Marinos (2003, 2004) · Gamba Osaka (2005) · Urawa Reds (2006) · Kashima Antlers (2007, 2008, 2009) · Nagoya Grampus (2010) · Kashiwa Reysol (2011) · Sanfrecce Hiroshima (2012, 2013) · Gamba Osaka (2014) |
| J1 League                                            | Sanfrecce Hiroshima (2015) · Kashima Antlers (2016) · Kawasaki Frontale (2017, 2018) · Yokohama F·Marinos (2019) · Kawasaki Frontale (2020, 2021) · Yokohama F·Marinos (2022) · Vissel Kōbe (2023, 2024) |

| Controllo di autorità | VIAF (EN) 93144814366883607945 |